# Mariana Briski
Mariana Briski (Córdova, 14 de setembro de 1965 — Buenos Aires, 14 de agosto de 2014) foi uma atriz e cantora argentina.

## Trabalhos
- 1985 - Los días de junio
- 1989 - El Show de Video Match
- 1993 - Cha cha cha
- 1997 - Comodines "Silvia"
- 1998 - Los Rodriguez
- 2000 - Primicias "Yamila"
- 2000 - Chabonas
- 2001 - Maru a la tarde "Teresita Lancaster (Tere)"
- 2001 - Poné a Francella
- 2002 - ¿Sabés nadar?
- 2003 - Resistiré "Cristina"
- 2003 - El Show de la tarde "Teresita Lancaster"
- 2004 - El Favor "Faustina"
- 2004 - Los secretos de papá "Vilma"
- 2004 - No sos vos,soy yo "Laura"
- 2005 - El Viento "Gaby"
- 2006 - Chiquititas Sin Fin "Teresa 'Teresita' Gómez"